# 옌스 카스트로프
옌스 카스트로프(독일어: Jens Castrop, 2003년 7월 29일 ~ )는 독일의 축구 선수로 현재 보루시아 묀헨글라트바흐에서 미드필더로 활약 중이며 어머니가 한국인이고 아버지가 독일인으로서 대한민국과 독일의 국적을 가지고 있는 이중국적자이다.